# Dolly Haas
Dorothy Clara Louise Haas (29 de abril de 1910[cita requerida] – 16 de septiembre de 1994) fue una actriz y cantante germano-estadounidense que actuó en películas alemanas y estadounidenses. Tras mudarse a Estados Unidos, apareció con frecuencia en obras de teatro de Broadway. Se naturalizó ciudadana estadounidense y se casó con Al Hirschfeld, un destacado retratista y caricaturista de la ciudad de Nueva York.

## Vida y trabajo

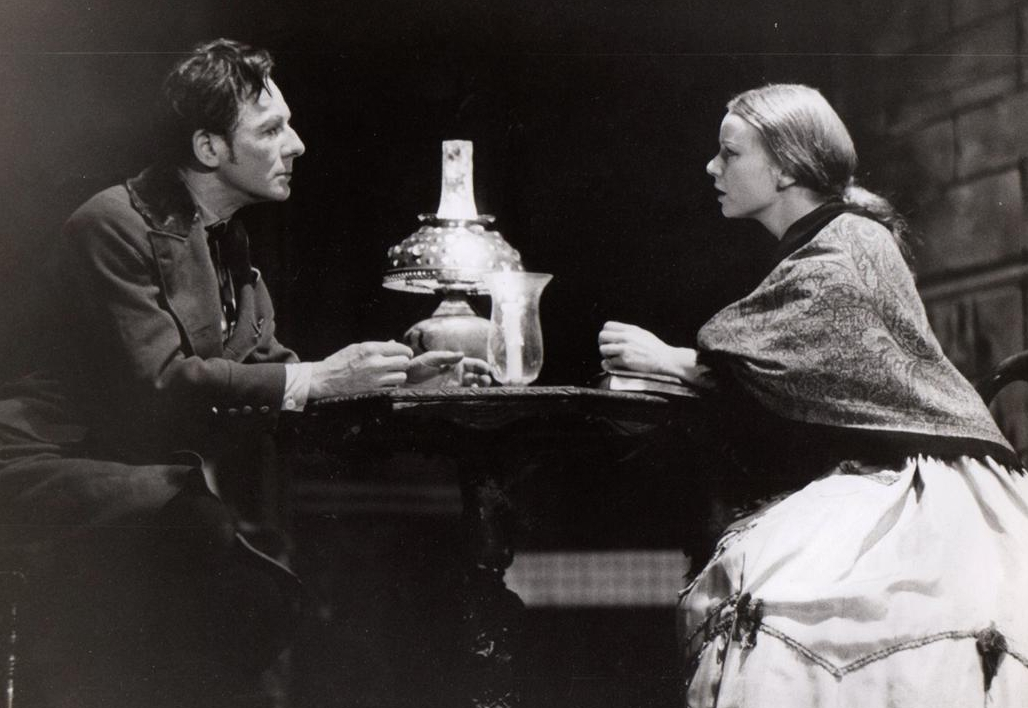
Gielgud y Haas en Crime and Punishment

Haas nació en Hamburgo, Alemania, hija de Charles Oswald Haas, un librero de origen británico-alemán, y Margarete Maria (de soltera Hansen). Ya era una actriz consumada en el cine alemán antes de mudarse a los Estados Unidos.
Su padre Charles era medio alemán, pero había crecido en Inglaterra y tenía la ciudadanía británica. Dolly y su hermana Margarete asistieron a la escuela para niñas Lyzeum de Jacob Loewenberg en Hamburgo, la Anerkannte höhere Mädchenschule.[cita requerida] Los registros personales de la familia Haas, incluidos diarios y cartas, se conservan actualmente en el Center for Jewish History de la ciudad de Nueva York, Nueva York.

## Matrimonio y familia
Haas se casó con el director de cine alemán John Brahm. En un momento dado, fue director residente de compañías teatrales como el Deutsches Theater y el Teatro Lessing, ambos en Berlín. Se divorciaron en 1941.[cita requerida]
Tras mudarse a Estados Unidos, Haas se naturalizó ciudadana estadounidense. Se casó de nuevo en 1943 con Al Hirschfeld en Baltimore, Maryland. Vivieron en Nueva York, donde él trabajaba para The New York Times como retratista y caricaturista. Su trabajo también se publicó en The New York Review of Books. Tuvieron una hija, Nina, nacida en 1945.

## Carrera
Dolly Haas debutó como actriz profesional en 1927 en Berlín. Trabajó en el teatro Großes Schauspielhaus de la ciudad antes de embarcarse en su carrera cinematográfica. Esta última la llevó a Inglaterra y a Hollywood, Estados Unidos.[cita requerida]
Haas también disfrutó de una breve pero exitosa carrera teatral en Estados Unidos. Debutó en los escenarios de Nueva York en 1941 en la producción de Erwin Piscator de The Circle of Chalk. También actuó junto a John Gielgud y Lillian Gish en la reposición de 1947 de Crime and Punishment.
En 1946, Haas sustituyó a Mary Martin en el papel protagonista de Lute Song para la producción itinerante. Su coprotagonista, Yul Brynner, dijo que el casting de Haas mejoró sustancialmente el espectáculo. Dijo: "Dolly Haas entendía el papel. Tenía afinidad con él y la obra mejoró inmediatamente. No es que Dolly fuera mejor actriz, sino que era mejor para el papel que Mary."
Mary Martin estuvo de acuerdo con la valoración de Brynner y ayudó a Haas a prepararse para el papel en el poco tiempo que se le asignó para los ensayos. Haas también actuó en producciones off-Broadway de The Threepenny Opera y Brecht on Brecht.
Aunque Haas no apareció en muchas películas en inglés, tuvo un papel importante en la película de Alfred Hitchcock de 1953, I Confess. Haas era amiga personal de Hitchcock, y él la eligió para interpretar a Alma Keller—la esposa del asesino y conserje Otto Keller. Esta película de gran repercusión también contó con Montgomery Clift, Anne Baxter, Karl Malden y Brian Aherne en el reparto.[cita requerida]

## Muerte
Haas murió el 16 de septiembre de 1994 por un cáncer de ovario en la ciudad de Nueva York, a los 84 años.

## Filmografía
| - Dolly Gets Ahead (1930) - Dolly Klaren - One Hour of Happiness (1931) - Die Puppe - Der Ball (1931) - Antoinette Kampf - The Virtuous Sinner (1931) - Hedwig Pichlers-Tochter - Liebeskommando (1931) - Antonia - You Don't Forget Such a Girl (1932) - Lisa Brandes - Things Are Getting Better Already (1932) - Edith - A Tremendously Rich Man (1932) - Dolly - Scampolo (1932) - Scampolo - Großstadtnacht (1932) - Madeleine Duchanef - Das häßliche Mädchen (1933) - Lotte - Die kleine Schwindlerin (1933) - Annette - Little Girl, Great Fortune (1933) - Annie Schierke - The Page from the Dalmasse Hotel (1933) - Friedel Bornemann - Ein Mädel mit Tempo (1934) - Susanne 'Susi' Wegener - hija | - Girls Will Be Boys (1934) - Pat Caverley - Warum lügt Fräulein Käthe? (1935) - Käthe Wilkens - Fotógrafa - Broken Blossoms (1936) - Lucy - Star for a Night (1936) - Chorine (sin acreditar) - Spy of Napoleon (1936) - Eloise - Carefree (1938) - Papel menor (sin acreditar) - The Bank Dick (1940) - Asistente de guion (sin acreditar) - Unfinished Business (1941) - Mujer (sin acreditar) - I Married an Angel (1942) - Infanta (sin acreditar) - Du Barry Was a Lady (1943) - Miss April (sin acreditar) - The Merry Widow (1952) - Primera chica pequeña (sin acreditar) - I Confess (1953) - Alma Keller - Main Street to Broadway (1953) - Ella misma (sin acreditar) - Armstrong Circle Theatre (1954, serie de televisión) - hermana Madeline - Studio One (1950-1956, serie de televisión) - Mrs. Kneiper (última aparición) |